# 1-氯-3-溴苯
1-氯-3-溴苯也称间氯溴苯，是一种有机化合物，化学式为C6H4BrCl。

## 合成与反应
1-氯-3-溴苯可由3-氯苯胺和亚硝酸钠、氢溴酸反应，再在溴化亚铜的氢溴酸溶液中加热制得；氯苯和溴在室温光照下反应，也能得到该化合物，但同时有少量邻位和对位的异构体生成。
它和镁在碘存在下于四氢呋喃中反应，可以得到3-氯苯基溴化镁。